# Szochruddi Ajubow
Szochruddi Abubakarowicz Ajubow (ros. Шохрудди́ Абубака́рович Аю́бов; ur. 24 czerwca 1981) – rosyjski zapaśnik czeczeńskiego pochodzenia, startujący w stylu klasycznym. Dziewiąty na mistrzostwach Europy w 2013. Szósty w Pucharze Świata w 2012 i 2013 i siódmy w 2011. Wicemistrz Rosji w 2008 i 2012 i trzeci w 2006, 2009 i 2013 roku.
Jest bratem zapaśnika Alichana Ajubowa